# Astragalus capillipes
Astragalus capillipes är en ärtväxtart som beskrevs av Aleksandr Andrejevitj Bunge. Astragalus capillipes ingår i släktet vedlar, och familjen ärtväxter. Inga underarter finns listade i Catalogue of Life.